# Amperemeter
Et amperemeter er et måleinstrument, der måler styrken af en elektrisk strøm. Formelt kun om sådanne instrumenter der angiver strømstyrken i ampere, som er SI-enheden for elektrisk strøm, men da denne enhed stort set er enerådende, bruges ordet "amperemeter" nu generelt om instrumenter til måling af strømstyrke.
I dag er et amperemeter i praksis ikke et selvstændigt instrument, men en del af de såkaldte multimetre, som kombinerer amperemeteret med et voltmeter, et ohmmeter og flere andre funktioner.

## Tangamperemeter
Normale amperemetre, herunder multimetre der fungerer som amperemeter, skal indskydes i serie med det kredsløb man vil måle strømmen i: Hvor et voltmeter blot skal tilsluttes de to kontaktsteder hvor spændingen skal måles, må man ved strømmåling med et traditionelt amperemeter afbryde kredsløbet, og koble amperemeteret ind mellem de to ledningsender. Især i forbindelse med stærkstrøm kan det at afbryde kredsløbet være en besværlig og potentielt farlig opgave.
Med det såkaldte tangamperemeter undgår man at skulle afbryde kredsløbet: Dette instrument er udformet som en stor tang, der kan åbnes og lukkes, og dermed "gribe" om den elektriske ledning hvor man vil måle strømmen. "Tangen" er i virkeligheden en transformator, hvis ringformede kerne er delt i to, så den kan åbnes, Når tangen lukkes, virker den "grebne" ledning som den primære vikling, mens der inde i instrumentet sidder en sekundærvikling, hvis strøm måles og vises.